# 趙舒
趙舒（1264年—1264年），宋朝宗室。
宋朝第十五代（南宋第六任）皇帝宋度宗赵禥的次子，生母全皇后，出生时间景定五年（1264年）七月。赵禥被伯父宋理宗确立为皇位继承人，同年十月，宋理宗驾崩，宋度宗即位。不久，趙舒夭折。宋度宗有七子，度宗之后，南宋灭亡前夕，赵舒的胞弟六弟赵㬎（宋恭帝）、庶出的五弟赵昰（宋端宗）、七弟赵昺先后登上皇位。